# Hicriopteris bullata
Hicriopteris bullata là một loài dương xỉ trong họ Gleicheniaceae. Loài này được T. Moore Copel. mô tả khoa học đầu tiên năm 1947.